# Ariana Miyamoto
Ariana Mamiko Miyamoto (宮本・エリアナ・磨美子?, Miyamoto Ariana Mamiko; Nagasaki, 12 maggio 1994) è una modella giapponese.
È la prima donna hāfu ad essere stata incoronata Miss Giappone.

## Biografia
Nata da padre afroamericano e madre giapponese, ha frequentato la scuola elementare in Giappone. All'età di 13 anni si è trasferita negli Stati Uniti per vivere con il padre a Jacksonville, dove ha frequentato il liceo locale per due anni. Di ritorno al suo paese natale, il Giappone, non ha completato immediatamente il liceo, ma ha svolto diversi lavori, tra cui quello di barista.

### Miss Universo Giappone 2015
Il 12 marzo 2015, Ariana è stata incoronata Miss Universo Giappone, pur ricevendo molte critiche in quanto «non rappresenta i canoni tipici dei giapponesi».

### Miss Universo 2015
Ariana ha partecipato a Miss Universo 2015, classificandosi ottava.